# Stanislaw Wladimirowitsch Aljoschin
Stanislaw Wladimirowitsch Aljoschin (russisch Станислав Владимирович Алёшин; * 14. August 1941 in Rjasan) ist ein sowjetisch-russischer Mathematiker, Informatiker und Hochschullehrer.

## Leben
Aljoschin studierte an der Lomonossow-Universität Moskau (MGU) in der Mechanisch-Mathematischen Fakultät (Mechmat) mit Abschluss 1965.
Nach der Aspirantur bei Waleri Borissowitsch Kudrjawzew verteidigte Aljoschin 1973 mit Erfolg seine Dissertation über Superpositionen von Automaten-Darstellungen für die Promotion zum Kandidaten der physikalisch-mathematischen Wissenschaften. Aljoschin lehrte an der MGU. Seine Forschungsarbeiten betrafen Diskrete Mathematik, Automatentheorie und Mustererkennung.
Aljoschin wurde bekannt durch Lösung des Burnside-Problems für periodische Gruppen mit Hilfe der Automatentheorie. Er präsentierte 1972 ein erstes Beispiel einer endlich konstruierten Gruppe, in der jede beliebige endliche Gruppe eingebettet ist. Dieser Gruppen-Typ wurde dann nach Aljoschin benannt.
1980 wurde Aljoschin zum Dozenten der MGU ernannt. Im Wintersemester 1987/1988 war er Gastprofessor der Universität Marburg. 1993–2003 war er Direktor des Russisch-Deutschen Instituts für Wissenschaft und Kultur der MGU. 1994 verteidigte Aljoschin mit Erfolg seine Doktor-Dissertation über dynamische Erkennungssysteme für die Promotion zum Doktor der physikalisch-mathematischen Wissenschaften. 1999 wurde er zum Professor des Lehrstuhls für Intelligente Systeme der Mechmat der MGU ernannt.

## Ehrungen
- Orden der Völkerfreundschaft (1980)[1]
- Verdienter Professor der MGU (2017)